# Чирянка чорноголова
Чирянка чорноголова (Spatula versicolor) — водоплавний птах родини качкових (Anatidae). Поширений в Південній Америці.

## Поширення
Ареал виду включає південну Болівію, південну Бразилію, Парагвай, Аргентину, Чилі, Уругвай, Південну Джорджію, Південні Сандвічеві острови та Фолклендські острови. Найпівденніші птахи взимку мігрують до півдня Бразилії. Їхнє природне середовище проживання — це болота та струмки на високогір'ї та озера з невеликою рослинністю на низинах.

## Опис
Верхня половина голови чорна до потилиці, решта голови і шия білі з тенденцією до жовтуватості, пір'я мантії і плечей темні, спина біла з чорним перетином. Дзьоб переважно світло-блакитний, ноги сірі. Довжина коливається від 40 до 51 см, а вага коливається від 300 до 500 грам.